# Distathma backstromi
Distathma backstromi är en stekelart som först beskrevs av Per Abraham Roman 1920.  Distathma backstromi ingår i släktet Distathma och familjen brokparasitsteklar. Inga underarter finns listade i Catalogue of Life.